# Kindler József
Kindler József (Budapest, 1929. február 9. – Budapest, 2010. december 30.) vegyészmérnök, közgazdász, egyetemi tanár, az MTA doktora.

## Életpályája
Kaposvárott szerzett gimnáziumi érettségije után vegyészmérnökként végzett 1954-ben a Budapesti Műszaki és Gazdaságtudományi Egyetemen. 1956-os forradalom idején fegyveres őrként védte a közelgő oroszok elől az újpesti Városházát. A menekülő politikusoktól eltérően ő kitartott. A Budapesti Műszaki Egyetem gazdasági mérnök képzés keretén belül megismerkedett a közgazdaság- és üzemgazdaságtannal, a szervezet- és vezetéselmélet korabeli irányzataival, módszertani hátterével. 1962-ben a Budapesti Műszaki és Gazdaságtudományi Egyetemen vegyipari gazdasági-mérnöki oklevelet szerzett. A Dunakeszi Konzervgyár laboratóriumi mérnöke (1954-1956), üzemvezetője (1956-1959), főtechnológusa (1959-1962), az Élelmezésügyi Minisztérium Műszaki Főosztályának Főmérnöke. A BME Ipari Üzemgazdaságtani Tanszék egyetemi adjunktusa (1962-1974), egyetemi docense (1974-1986). 1986-ban Máriás professzor invitálására került át a Marx Károly Közgazdaságtudományi Egyetem (ma Budapesti Corvinus Egyetem Gazdálkodástudományi Kar) Vállalatgazdasági csoportjához. Az 1963-ban benyújtott kandidátusi értekezését csak 1974-ben engedték megvédeni, valamint a hazai tudományosságtól sem kapta meg méltó elismerését. 1990-ben megszerezte a tudomány doktora fokozatot. Jelentős részben neki köszönhetjük, hogy a rendszerelmélet és a döntéselmélet kutatási eredményei hazánkban szinte az eredmények megjelenésekor bekerültek a tudományos közgondolkodásba, és ami talán még fontosabb az oktatásba. „Döntéselméleti előfeltevések kritikája” címen védte meg akadémiai doktori értekezését, amiben a kvantitatív módszerek széles körű elterjesztésén fáradozó tudós, a „vakbuzgó” kvantifikálás veszélyeire, a rendszerben való gondolkodás humán dimenzióinak a fontosságára figyelmeztetett. 1991-től egyetemi tanárként, majd 2001-től mint emeritus professzor segítette szakmai tudásával egyetemét. 1999-ben felkérték a PhD-képzés elnökének. Számos alapítványt hozott létre, részt vett a Duna-kör munkájában, alapítója volt az egykori MDF-nek, és elnöke volt a Dunakeszi Konzervgyár Munkástanácsának. Az első országgyűlési választás előtt felkérték, vegyen részt az akkoriban legnagyobb rendszerváltó párt választási programjának megírásában. Matematikai statisztikával, döntéselmélettel, gazdaságetikával, kockázatelmélet-kutatással, illetve ezek környezetvédelmi vonzataival foglalkozott. Jelentős eredményeket ért el a rendszerelméleti döntések elméleti és módszertani kérdéseinek vizsgálata terén, a rendszerelmélet meghonosításának magyarországi kezdeményezője. A magyar élelmiszeriparban elsőként szervezte meg vállalati szinten az eredményes és hatékony matematikai statisztikai minőségellenőrző és szabályozó rendszert, illetve lineáris termelésprogramozást. Részt vett a döntéselméleti KIPA módszer kidolgozásában. Sikeres bokszoló és utóbb harcművész is volt .
A Százak Tanácsának tagja, a Magyar Katolikus Püspöki Kar Iustitia et Pax Bizottság elnökségi tagja volt.
Mészáros Tamás, a Budapesti Corvinus Egyetem rektora annak idején így búcsúzott tőle: „Mert szerencsések voltunk mi mindnyájan, akik körülötte lehettünk, mert mi mindnyájan sokat tanulhattunk tőle. Nem csak tudományt, bár abban is kiemelkedőt alkotott, nem csak az oktatás, a hallgató iránti szeretetét. Nem csak az általános műveltség példaértékűen magas fokát, de mindenekelőtt a rendíthetetlen hitet, az egyenes jellemet, a megalkuvás elvetését.”Az MTA a halhatatlanok közé emelte Dr. Kindler József professzort, a reneszánsz embert (magyar nyelven). Dunakanyar Régió, 2023. március 30. (Hozzáférés: 2024. május 11.)
Kérésére a  dunakeszi Szent Mihály-templom urnatemetőjébe lett eltemetve.
A lánya Gyombolai Mártonné, Kindler Edit.

## Munkahelyei, beosztásai
- Dunakeszi Konzervgyár laboratóriumi mérnöke (1954–1956), üzemvezetője (1956–1959), főtechnológusa (1959–1962)

- Élelmezésügyi Minisztérium Műszaki Főosztályának főmérnöke (1962)

- BME Ipari Üzemgazdaságtan Tanszék egyetemi adjunktusa (1962–1974) egyetemi docense (1974–1986)

- MKKE Vállalat-gazdaságtan Tanszék egy. docense (1986–1989), a BKE Gazdálkodási Kar Környezet gazdaságtani és Technológia Tanszék egy tanára (1989. júl. 1. – 1999. okt. 1.), emeritus professzora és a PhD-képzés elnöke (1999-től).

- Az Államigazgatási Egyetem emeritus professzora

- Az Állami Vagyonkezelő Részvénytársaság Igazgatótanácsának tagja (1992–1993).

## Közéleti szerepvállalásai
- Szervezési Tanács a KIM Ipargazdasági és Üzemszervezési Intézetben. A Szervezési Tanács tagja (1972-)[1]

- Az MTA Rendszerkutatási Komplex Bizottság tagja (1975–1985)

- Vezetés- és Szervezéstudományi Bizottság tagja (1980-tól)[2]
- Vezetés- és Szervezéstudományi Bizottság tagja (1980-tól)

- Művészetelméleti Összehasonlító Munkabizottság tagja (1980-tól).

- A Nemzetközi Szabványügyi Szervezet Mintavételelméleti Munkabizottsága, a Society for General Systems Research tagja (1984-től)

- Neumann János Számítógéptudományi Társaság Rendszerelméleti Szakosztály vezetőségi tagja

- MTESZ Szervezési és Vezetési Szakosztály  vezetőségi tagja

- Magyar Jogász Szövetség Szervezési és Statisztikai Szakosztály vezetőségi tagja

- Magyar Alkotók és Gondolkodók (MAG) alapító tagja

- A Magyar Rádió Rt. Felügyelőbizottságának elnöke (1996–1999)

- Magyarok Világszövetsége Százak Tanácsa tagja

- Iustitia et Pax Biz. elnökségi tagja

## Kitüntetések
- Eötvös Loránd-díja (1991)

- Szent-Györgyi Albert-díj (MKM) (1993)

- Szilárd Leó professzori ösztöndíj (1999)

- Dunakeszi díszpolgára (2002)[3]

- Máriás Antal-emlékérem (OTDT) (2003)

- Justitia Regnorum Fundamentum-díj (2010) [4]

- Örök Emlékezet Csarnoka (Atrium Memoriae Aeternae). Alapította az MTA Gazdálkodástudományi Bizottsága (2022) [5]

## Legfontosabb publikációi
- Vigília lapban 6 írása jelent meg.[6]

- Rendszerelmélet. Válogatott tanulmányok. (társszerző: Kiss István:) Budapest, Közgazdasági és Jogi Könyvkiadó, 1969.

- Heurisztikus módszerek, heurisztikus programozás és jelentőségük a szervezés-metodika fejlesztése szempontjából. Budapest, BME. 1970.

- Rendszerkutatás. (szerkesztő Kiss István) Közgazdasági és Jogi Könyvkiadó, Budapest, 1973.
- A szervezés időszerű kérdései. (társszerzők: Ladó László, Szánthó Sándorné Deli László, Kocsis József, Maczó Kálmán, Szabó Gyula, Erdősi Gyula). Budapest, Kossuth Könyvkiadó, 1973. (Szocialista vállalat. 24000 Ft. jutalomban részesült.)[7]
- Komplex rendszerek vizsgálata: Összemérési módszerek. (társszerző Papp Ottó) Budapest, Műszaki Kiadó, 1977.

- A Delphi módszer elmélete és alkalmazástechnikájának leírása. 2. kiadás. Budapest, Országos Vezetőképző Központ, 1980.

- A vezetés és szervezés oktatásáról. (társszerzők: Kiss István, Máriás Antal) Közgazdasági Szemle – 1982. november.[8]

- Matematikai statisztika. Budapesti Műszaki Egyetem Gépészmérnöki Kar. Budapest, Tankönyvkiadó, 1982.

- A kreativitást növelő módszerek alkalmazása. (társszerzők: Klein Sándor, Papp Ottó, Tibay György) Budapest, Budapesti Műszaki Egyetem Mérnöktovábbképző Intézet, 1990.

- Fejezetek a döntéselméletből. Budapesti Közgazdaságtudományi Egyetem Vállalatgazdaságtan Tanszék. Budapest, Aula, 1991.

- Liberális világuralom. Demokrata, 1996. július-szeptember.[9]
- Sztalinul, Balaton. Akadémia Kiadó, 2008.